# Gorom-Gorom
Gorom-Gorom es una ciudad en el norte de Burkina Faso. Su nombre se traduce como "siéntate, (y) nos sentaremos", lo que recuerda su papel como importante cruce de caminos en el Sahel. Es la capital de la provincia de Oudalan.
Conocido por su mercado y muchas mezquitas, atrae a un gran número de tuaregs, Bella, Fula y otros comerciantes cada semana. El oro se extrae cerca en Essakane.[cita requerida]
Gorom-Gorom tiene un pequeño aeropuerto a aproximadamente 2 km al noreste de la ciudad.